# Bartlett (Automobilhersteller)
Bartlett war ein US-amerikanischer Hersteller von Automobilen.

## Unternehmensgeschichte
J. C. Bartlett betrieb mehrere Werkstätten in Philadelphia in Pennsylvania. 1915 begann er mit der Produktion von Automobilen. Der Auftrag über 100 Fahrzeuge kam von der Electric Taxicab Company aus New York City. Der Markenname lautete Bartlett. Im gleichen Jahr endete die Produktion. Es ist unklar, ob wirklich 100 Fahrzeuge fertiggestellt wurden.

## Fahrzeuge
Das einzige Modell war der Bartlett Regenerator Electric. Ein Ottomotor von Diehl lud die Batterien, während ein Elektromotor die Fahrzeuge antrieb. Das Fahrgestell entwarf F. G. Peck, der vorher bei Buffalo Electric tätig war. Die Blue Ribbon Auto & Carriage Company aus New York City fertigte die Karosserien. Es waren Limousinen, die nicht wie Elektroautos aussahen. Die vordere Haube ähnelte den Motorhauben von zeitgenössischen  Renault-Modellen.